# Rayan Aït-Nouri
Rayan Aït-Nouri (Montreuil, 6 giugno 2001) è un calciatore francese naturalizzato algerino, difensore del Manchester City e della nazionale algerina.

## Caratteristiche tecniche
Terzino sinistro veloce e tecnico, sa gestire bene sia la fase offensiva sia quella difensiva. È considerato uno degli astri nascenti del calcio algerino.
Nel 2018 viene inserito nella lista dei 60 migliori talenti classe 2001,stilata da The Guardian.

## Carriera

### Club

#### Angers
Cresciuto nel settore giovanile dell'Angers, ha esordito in prima squadra il 25 agosto 2018 disputando l'incontro di Ligue 1 perso 3-1 contro il Paris Saint-Germain.

#### Wolverhampton
Il 4 ottobre 2020 viene ceduto in prestito al Wolverhampton. Il 30 Ottobre 2020 trova il primo goal in Premier League nella vittoria per 2-0 contro il Crystal Palace.
Il 9 luglio 2021 viene riscattato dal club inglese per 11 milioni di euro,firmando un contratto fino al 30 Giugno 2026. Il 26 Dicembre 2022 segna il goal decisivo nella vittoria per 1-2 in trasferta contro l'Everton.
Manchester City
Il 9 giugno 2025 viene annunciato il suo passaggio al Manchester City, club con il quale firma un contratto valido fino al 2030.

### Nazionale
Ha giocato nelle nazionali giovanili francesi Under-18, Under-19 ed Under-21.
In possesso della doppia cittadinanza francese e algerina, il 17 marzo 2023 viene convocato per la prima volta da Djamel Belmadi nella nazionale algerina in vista del doppio confronto contro il Niger valido per le gare di qualificazione alla Coppa d'Africa, facendo il suo esordio da titolare nel primo match.

## Statistiche

### Presenze e reti nei club
Statistiche aggiornate all'11 giugno 2025.
| Stagione             | Squadra              | Campionato           | Campionato | Campionato | Coppe nazionali | Coppe nazionali | Coppe nazionali | Coppe continentali | Coppe continentali | Coppe continentali | Altre coppe | Altre coppe | Altre coppe | Totale | Totale | Totale |
| Stagione             | Squadra              | Comp                 | Pres       | Reti       | Comp            | Pres            | Reti            | Comp               | Pres               | Reti               | Comp        | Pres        | Reti        | Pres   | Reti   |        |
| -------------------- | -------------------- | -------------------- | ---------- | ---------- | --------------- | --------------- | --------------- | ------------------ | ------------------ | ------------------ | ----------- | ----------- | ----------- | ------ | ------ | ------ |
| 2017-2018            | Angers 2             | N3                   | 4          | 0          | -               | -               | -               | -                  | -                  | -                  | -           | -           | -           | 4      | 0      |        |
| 2018-2019            | Angers 2             | N3                   | 6          | 0          | -               | -               | -               | -                  | -                  | -                  | -           | -           | -           | 6      | 0      |        |
| Totale Angers 2      | Totale Angers 2      | Totale Angers 2      | 10         | 0          |                 | 0               | 0               |                    | -                  | -                  |             | -           | -           | 10     | 0      |        |
| 2018-2019            | Angers               | L1                   | 3          | 0          | CF+CdL          | 0               | 0               | -                  | -                  | -                  | -           | -           | -           | 3      | 0      |        |
| 2019-2020            | Angers               | L1                   | 17         | 0          | CF+CdL          | 0               | 0               | -                  | -                  | -                  | -           | -           | -           | 17     | 0      |        |
| set.-ott. 2020       | Angers               | L1                   | 3          | 0          | CF+CdL          | 0               | 0               | -                  | -                  | -                  | -           | -           | -           | 3      | 0      |        |
| Totale Angers        | Totale Angers        | Totale Angers        | 23         | 0          |                 | 0               | 0               |                    | -                  | -                  |             | -           | -           | 23     | 0      |        |
| ott. 2020-2021       | Wolverhampton        | PL                   | 21         | 1          | FACup+CdL       | 3+0             | 0               | -                  | -                  | -                  | -           | -           | -           | 24     | 1      |        |
| 2021-2022            | Wolverhampton        | PL                   | 23         | 1          | FACup+CdL       | 2+2             | 0               | -                  | -                  | -                  | -           | -           | -           | 27     | 1      |        |
| 2022-2023            | Wolverhampton        | PL                   | 21         | 1          | FACup+CdL       | 2+4             | 0+1             | -                  | -                  | -                  | -           | -           | -           | 27     | 2      |        |
| 2023-2024            | Wolverhampton        | PL                   | 33         | 2          | FACup+CdL       | 3+2             | 1+0             | -                  | -                  | -                  | -           | -           | -           | 38     | 3      |        |
| 2024-giu. 2025       | Wolverhampton        | PL                   | 37         | 4          | FACup+CdL       | 3+1             | 1+0             | -                  | -                  | -                  | -           | -           | -           | 41     | 5      |        |
| Totale Wolverhampton | Totale Wolverhampton | Totale Wolverhampton | 135        | 9          |                 | 22              | 3               |                    | -                  | -                  |             | -           | -           | 159    | 12     |        |
| giu.-lug. 2025       | Manchester City      | PL                   | -          | -          | FACup+CdL       | -               | -               | UCL                | -                  | -                  | CS+Cmc      | 0+0         | 0           | 0      | 0      |        |
| Totale carriera      | Totale carriera      | Totale carriera      | 168        | 9          |                 | 22              | 3               |                    | -                  | -                  |             | -           | -           | 190    | 12     |        |

### Cronologia presenze e reti in nazionale
| Cronologia completa delle presenze e delle reti in nazionale ― Algeria | Cronologia completa delle presenze e delle reti in nazionale ― Algeria | Cronologia completa delle presenze e delle reti in nazionale ― Algeria | Cronologia completa delle presenze e delle reti in nazionale ― Algeria | Cronologia completa delle presenze e delle reti in nazionale ― Algeria | Cronologia completa delle presenze e delle reti in nazionale ― Algeria | Cronologia completa delle presenze e delle reti in nazionale ― Algeria | Cronologia completa delle presenze e delle reti in nazionale ― Algeria |
| Data                                                                   | Città                                                                  | In casa                                                                | Risultato                                                              | Ospiti                                                                 | Competizione                                                           | Reti                                                                   | Note                                                                   |
| ---------------------------------------------------------------------- | ---------------------------------------------------------------------- | ---------------------------------------------------------------------- | ---------------------------------------------------------------------- | ---------------------------------------------------------------------- | ---------------------------------------------------------------------- | ---------------------------------------------------------------------- | ---------------------------------------------------------------------- |
| 23-3-2023                                                              | Baraki                                                                 | Algeria                                                                | 2 – 1                                                                  | Niger                                                                  | Qual. Coppa d'Africa 2023                                              | -                                                                      |                                                                        |
| 7-9-2023                                                               | Annaba                                                                 | Algeria                                                                | 0 – 0                                                                  | Tanzania                                                               | Qual. Coppa d'Africa 2023                                              | -                                                                      |                                                                        |
| 12-9-2023                                                              | Dakar                                                                  | Senegal                                                                | 0 – 1                                                                  | Algeria                                                                | Amichevole                                                             | -                                                                      | 54’                                                                    |
| 19-11-2023                                                             | Maputo                                                                 | Mozambico                                                              | 0 – 2                                                                  | Algeria                                                                | Qual. Mondiali 2026                                                    | -                                                                      |                                                                        |
| 5-1-2024                                                               | Lomé                                                                   | Togo                                                                   | 0 – 3                                                                  | Algeria                                                                | Amichevole                                                             | -                                                                      | 68’                                                                    |
| 9-1-2024                                                               | Lomé                                                                   | Burundi                                                                | 0 – 4                                                                  | Algeria                                                                | Amichevole                                                             | -                                                                      |                                                                        |
| 15-1-2024                                                              | Bouaké                                                                 | Algeria                                                                | 1 – 1                                                                  | Angola                                                                 | Coppa d'Africa 2023 - 1º turno                                         | -                                                                      |                                                                        |
| 20-1-2024                                                              | Bouaké                                                                 | Algeria                                                                | 2 – 2                                                                  | Burkina Faso                                                           | Coppa d'Africa 2023 - 1º turno                                         | -                                                                      |                                                                        |
| 23-1-2024                                                              | Bouaké                                                                 | Mauritania                                                             | 1 – 0                                                                  | Algeria                                                                | Coppa d'Africa 2023 - 1º turno                                         | -                                                                      |                                                                        |
| 22-3-2024                                                              | Baraki                                                                 | Algeria                                                                | 3 – 2                                                                  | Bolivia                                                                | Amichevole                                                             | -                                                                      |                                                                        |
| 26-3-2024                                                              | Baraki                                                                 | Algeria                                                                | 3 – 3                                                                  | Sudafrica                                                              | Amichevole                                                             | -                                                                      |                                                                        |
| 6-6-2024                                                               | Baraki                                                                 | Algeria                                                                | 1 – 2                                                                  | Guinea                                                                 | Qual. Mondiali 2026                                                    | -                                                                      |                                                                        |
| 10-6-2024                                                              | Kampala                                                                | Uganda                                                                 | 1 – 2                                                                  | Algeria                                                                | Qual. Mondiali 2026                                                    | -                                                                      |                                                                        |
| 10-10-2024                                                             | Annaba                                                                 | Algeria                                                                | 5 – 1                                                                  | Togo                                                                   | Qual. Coppa d'Africa 2025                                              | -                                                                      |                                                                        |
| 14-10-2024                                                             | Lomé                                                                   | Togo                                                                   | 0 – 1                                                                  | Algeria                                                                | Qual. Coppa d'Africa 2025                                              | -                                                                      | 56’                                                                    |
| 14-11-2024                                                             | Malabo                                                                 | Guinea Equatoriale                                                     | 0 – 0                                                                  | Algeria                                                                | Qual. Coppa d'Africa 2025                                              | -                                                                      |                                                                        |
| 21-3-2025                                                              | Francistown                                                            | Botswana                                                               | 1 – 3                                                                  | Algeria                                                                | Qual. Mondiali 2026                                                    | -                                                                      |                                                                        |
| 25-3-2025                                                              | Tizi Ouzou                                                             | Algeria                                                                | 5 – 1                                                                  | Mozambico                                                              | Qual. Mondiali 2026                                                    | -                                                                      | 21’                                                                    |
| 10-6-2025                                                              | Solna                                                                  | Svezia                                                                 | 4 – 3                                                                  | Algeria                                                                | Amichevole                                                             | -                                                                      |                                                                        |
| Totale                                                                 |                                                                        | Presenze                                                               | 19                                                                     |                                                                        | Reti                                                                   | 0                                                                      |                                                                        |